# John Kasich
John Richard Kasich Jr. (McKees Rocks, 13 maggio 1952) è un politico e opinionista statunitense, governatore dell'Ohio dal 2011 al 2019 e in precedenza membro della Camera dei Rappresentanti per lo stesso Stato dal 1983 al 2001. Ad oggi è opinionista per la CNN.
Nel 2016 fu candidato alle primarie repubblicane in vista delle elezioni presidenziali; a seguito dei bassi risultati, si ritirò dalla corsa il 4 maggio 2016.

## Biografia
Nato e cresciuto in Pennsylvania, è figlio di Anna Vukovich e John Kasich Sr. Tutti e quattro i nonni erano immigrati, cechi quelli paterni e croati quelli materni. Kasich si trasferì in Ohio per frequentare il college e vi rimase anche dopo gli studi, trovando lavoro come assistente del politico Buz Lukens, un membro della legislatura statale dell'Ohio che sarebbe diventato un componente della Camera dei Rappresentanti federale.

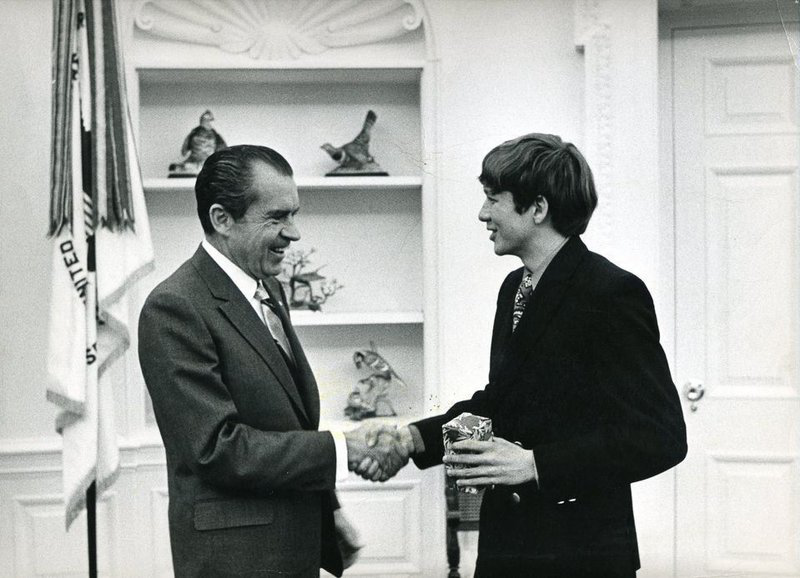
Un giovane Kasich stringe la mano al Presidente Richard Nixon

## Carriera politica

### Congresso degli Stati Uniti (1983-2001)
Nel 1978 Kasich entrò in politica con il Partito Repubblicano, e venne eletto al Senato di stato dell'Ohio. Nel 1982 si candidò alla Camera dei Rappresentanti e riuscì a sconfiggere di misura il deputato democratico Bob Shamansky, in carica da un solo mandato.
Kasich venne rieletto per altri otto mandati, finché decise di lasciare il seggio nel 2000 per candidarsi alla presidenza. Poco dopo l'annuncio, tuttavia, Kasich si ritirò per mancanza di fondi e diede il suo sostegno a George W. Bush. Successivamente per alcuni anni si dedicò al settore privato, lavorando per Lehman Brothers e Fox News Channel.

### Governatore dell'Ohio (2011-2019)
Nel 2009 si candidò nuovamente per una carica politica nel suo stato sfidando il governatore in carica Ted Strickland, che riuscì a sconfiggere di misura dopo molti mesi di testa a testa nei sondaggi. Nel 2020 partecipa con messaggio video alla Convention nazionale democratica che precede le elezioni presidenziali dello stesso, in cui annuncia pubblicamente il suo sostegno al candidato del partito avversario, Joe Biden.

## Primarie del Partito Repubblicano del 2016
Il 21 luglio 2015 presenta ufficialmente la propria candidatura alle primarie affollate del GOP.
Kasich è un moderato, un centrista. I sondaggi lo stimano tra 1.6% e 2.4%, 3% in agosto visto il consenso dell'establishment coalizzatosi con il frontrunner Jeb Bush. Sebbene non riesca a decollare nei sondaggi, il New York Times sceglie lui come candidato da appoggiare per i Repubblicani, e Hillary Clinton per i Democratici.
Il 1° febbraio, il primo voto dei caucus nell'Iowa, piccolo stato agricolo ed evangelico, prende un misero 1,9% (3,474	voti), ottavo su 12 conquistando un 1 delegato appaiato a Carly Fiorina, Mike Huckabee e Chris Christie in un voto che penalizza tutti i politici di lungo corso come l'ex fronturruner Jeb Bush (6ª con 2.8%). Trionfano il senatore ultraconservatore Ted Cruz (27%), il miliardario populista, frontrunner nei sondaggi, Donald Trump (24%), il senatore Tea party Marco Rubio (23%), divenuto ora beniamino dei vertici GOP al posto di JEB!.
Alle primarie in New Hampshire del 7 febbraio, battuto palmo a palmo con lunghi comizi, ottiene un ottimo 2º posto col 15.7% (44,932 voti) dietro al vincente Donald Trump, 35% dei voti, ed elegge ben 4 delegati. La vicinanza all'Ohio di cui è governatore gioca un ruolo, come la debacle TV nel dibattito tra candidati GOP di Marco Rubio (10.5%), sferrata dal governatore moderato Chris Christie, superato persino dal tramontante Jeb Bush (11%).
In Carolina del Sud, stato del Sud conservatore, il suo profilo moderato non sfonda: 5º su sei col 7,6% (56.441 voti) quasi pari con Jeb Bush (7,8%) e Ben Carson (7,2%); sul podio domina un travolgente Trump (32%) seguito a distanza da Rubio (22,5%) e Cruz (22,3%). Risultato mediocre anche nei caucus del Nevada: 5º su cinque col 3.6% (2.709 voti) alla pari con Ben Carson (4,8%), mentre dominano i soliti Trump (46%), Rubio (24%) e Cruz (21%). La sfida si restrinse a Trump, Cruz e Rubio, con Kasich quarto incomodo insieme a Carson.
Il 1 marzo, il SuperTuesday che mette in palio 13 Stati, Kasich è quasi sempre ultimo con un consenso sotto al 5% superato persino dall'ultraconservatore Ben Carson, alla sua prima esperienza politica. Boom nel Vermont, stato vicino all'Ohio, dove con il 30% il governatore rischia di strappare lo Stato a Donald Trump (33%) seguiti da Rubio col 19% e nell'altro stato del Mid East, Massachusetts dove col 18% arriva secondo a pari del senatore Marco Rubio, moderato Tea Party dell'establishment, mentre Trump trionfa col 49%. In tutti gli altri, a parte il 10% in Virginia contro il 6% di Carson, Kasich è sempre ultimo: 4% in Alabama, Alaska, Arkansas, Oklahoma e Texas (contro il 10%, 11%, 6% , 6% e 4% del neurorchirugo nero che in casi riesce anche a doppiarlo dal quarto posto), il 5% del Tennessee (contro l'8% di Carson), il 6% del Minnesota (contro il 7% di Carson). Dopo questa deludente performance, sono tutti a scommettere su un ritiro imminente di Kasich e Carson considerate comparse per lasciare la nomination a Trump, Cruz e Rubio.
Il 5 marzo, dopo il ritiro di Carson, Kasich arriva sempre ultimo (eccetto il caucus del Maine) ma miracolosamente riesce a tenere testa al candidato di tutto il partito, il moderato Marco Rubio, che nonostante un elettorato conservatore del sud lo penalizzi riesce ad avere la meglio, nonostante le vittorie se le dividano Trump e Cruz. Nel Maine Kasich col 12% supera l'8% di Rubio mentre vince Cruz col 46% contro il 33% di Trump, testa a testa col 14% contro il 16% in Kentucky vinto da Trump col 36% contro il 32% di Cruz. Buono anche l'11% in Kansas, seguito dal 17% di Rubio, dal 23% di Trump e dal 47% del vincente Cruz. In Louisiana invece ottiene un misero 6% contro l'11% di Rubio, il 38% di Cruz e il 41% di Trump.
L'8 marzo in Michigan, stato moderato bianco vicino all'Ohio, ottiene uno straordinario 24,3% arrivando terzo e polverizzando il 9% di Rubio arrivando ad un passo dal secondo, l'ultraconservatore senatore Ted Cruz al 25% mentre Trump tocca il 37%. Vittoria su Rubio anche in Mississippi col 9% contro il 5% del senatore cubano (Trump 47%, Cruz 36%) mentre male arrivando ultimo nelle Hawaii coll'11% ad un passo da solito Rubio al 13% (Trump 42%, Cruz 33%) e in Idaho col 7%, mentre Rubio lo doppia al 16% (Cruz 45%, Trump 28%). Malissimo invece i caucus delle piccole isole: nelle Isole Vergini è l'unico inclassificabile (trionfano però gli indipendenti col 65%), mentre nell'isola Guam non riesce ad ottenere neanche un delegato al pari di Trump e Rubio, mentre solo Ted Cruz ne prende uno (gli altri 8 vanno agli indipendenti). Quando sempre chiaro il declino di Rubio, l'ispanico riesce a trionfare con il 71% nel piccolo stato di Porto Rico, a maggioranza ispanica, seguito dal 13% di Trump, il 9% di Cruz e da un microscopico 1% di Kasich, molto debole tra le minoranze.
Il 12 marzo ottiene uno dei risultati migliori della sua campagna elettorale: secondo col 36% nel Distretto di Columbia dove è la capitale federale Washington ad un passo dal vincitore Marco Rubio al 37%, mentre Trump e Cruz sono relegati al 14% e 12%. La sfiorata vittoria rafforzano la sua campagna proprio a discapito dello stesso vincitore Rubio che nonostante il voto massiccio dei funzionari di partito nella capitale non ha sfondato mentre ha sottolineato il consenso di Kasich nell'apparato di partito. Male il caucus del piccolo stato ultraconservatore del Wyoming: ultimo col 3% contro un ciclonico 71% di Cruz seguito da Rubio col 15% e dal 7% di Trump.
Il 15 marzo, giorno delle Idi di Marzo, è il giorno più importante per la campagna elettorale di Kasich. Il governatore, nonostante l'avversità dei sondaggi in favore di Trump, ottiene la sua prima importante vittoria vincendo alla grande nel suo Ohio, stato da sempre in bilico, segno del consenso per il suo mandato. Kasich ottiene uno strepitoso 47% contro il 36% del temibile Donald Trump seguiti da Cruz al 13% e Rubio ad un misero 2% conquistando tutti i 66 delegati in palio ed essendo l'unico candidato, oltre Trump in più, a vincere in uno Stato in questa tornata. La vittoria rafforza la candidatura di Kasich come alternativa moderata mente proprio nelle stesse ore affonda definitivamente il nuovo cavallo dell'establishment moderato, il giovane senatore Marco Rubio. Nelle stesse ore, Rubio prende una sonora umiliazione: nella sua Florida, di cui è senatore federale nonché ex Speaker e rappresentante per anni nella camera statale, viene umiliato da un 46% di Trump contro un misero 27% di Rubio seguito dal 17% di Cruz ed il 7% di Kasich. Alcuni giorni prima il senatore cubano aveva invitato Kasich a desistere a fare campagna nel suo stato per compattare tutti i moderati contro Trump, facendo lo stesso in Ohio, ma anche sommando i voti di Rubio a quelli del governatore il risultato sarebbe stato anni luce lontano da quello del miliardario newyorkese. Rubio, dopo la debacle, annuncia il ritiro in quanto nessun presidente può aspirare alla Casa Bianca se non riesce a vincere nemmeno il suo stato mentre per Kasich si apre la strada naturale per l'investitura di moderati e apparato politico e finanziario a nuovo cavallo del partito in contrasto ai populismi di Trump. Ciò è rafforzato anche dal buon risultato nel moderato Illinois terzo col 20% con Ben 15 delegati (seguito a breve dall'ultraconservatore Cruz al 30% e Trump al 39%) mentre Rubio si ferma esattamente alla meta col 9%, mentre arranca, nonostante sia sempre in doppia cifra, in Missouri col 10% (duello al fotofinish col 41% Trump-Cruz per la coppa) beffando anche qui Rubio inchiodato al 6%, così come in Carolina del Nord col 12% (vincitore Trump col 40% seguito a ruota da Cruz col 36%), superando anche qui l'ex enfant prodige repubblicano all'8%. Disastroso il piccolo caucus delle Isole Marianne qualche giorno dopo, dove Kasich si ferma ad un misero 2% (doppia anche qui Rubio al 1%) mentre trionfa Trump con un mastodontico 73%. Ormai è chiaro che la sfida in campo repubblicano alla nomination è a 3: Trump, Cruz e Kasich con i primi due a tallonarsi più da vicino.
Dopo il ritiro di Rubio, la permanenza di Kasich nella competizione impedirà a Ted Cruz (nettamente favorito nel duello) di battersi one on one contro The Donald, unificando tutte quelle forze contrarie all'ascesa del magnate, anzi auspicando di essere appoggiato lui come nuovo candidato dell'establishment essendo l'unico in grado di incarnare "il repubblicanesimo moderato e centrista" in quanto Cruz è un estremista ultraconservatore peggiore persino di Trump. Tuttavia nell'apparato matura la strategia politica inversa per fermare la nomination del miliardario populista Donald Trump: concentrare tutte le forze per spingere più possibile l'ultraconservatore senatore della destra evangelica Ted Cruz. L'idea, fortemente sponsorizzata dall'ex candidato repubblicano 2012 Mitt Romney ed avallata anche dal candidato repubblicano 2008, John McCain oltre l'intero apparato del partito guidato dallo Speaker della Camera, Paul Ryan, prevede di arrivare ad una "broken" o "open" Convention repubblicana dove nessuno dei candidati alle primarie raggiunge la maggioranza dei delegati necessari ad essere nominato per nominare un candidato del tutto nuovo (è più moderato) attraverso o delegati indipendentemente dal candidato con cui sono stati eletti e dal risultato delle primarie in generale è particolare. In questo modo, l'appoggio massiccio a Cruz (Romney lo voterà direttamente nel suo Utah), non è determinato da affinità ideologiche e politiche anzi l'estremismo radicale di Cruz condizionato dalla destra evangelica è più odiato è inviso all'apparato del trasformismo di Trump, ma soltanto per impedire a tycoon di ottenere la maggioranza dei delegati e quindi la nomination visto che il senatore texano, nonostante possa vincere tutte le sfide successive, non ha nessuna speranza di averla. Così intorno a Cruz, oltre ai candidati ideologici ultraconservatori Tea Party come gli ex candidati 2016 Rick Perry e Carly Fiorina, si schierano, per opportunismo anti-Trump, anche i candidati più moderati come Lindsey Graham e Jeb Bush lontani anni luce dall'idea di Cruz soltanto per fermare la nomina di Trump ed imporre un candidato nuovo e moderato da contrapporre alla centrista Hillary Clinton possibile candidata Democratica, come Romney stesso, lo speaker della Camera ed ex candidato vicepresidente 2012 Paul Ryan o un candidato indipendente come l'ex sindaco di New York, Michael Bloomberg oppure sostenere direttamente il moderato Kasich. Tuttavia, viene chiesto allo stesso governatore un passo indietro per sostenere Cruz venendo accusati i moderati che per coerenza lo sosterranno di fare il gioco di Trump in quanto Kasich, nonostante sia il candidato di gran lunga più apprezzato dell'apparato rimasto in corsa, non ha nessuna possibilità di ottenere la nomination mentre divide il blocco di voti e appoggi anti-tycoon. Kasich, nonostante in fondo spera nella convention aperta, decide però di rimanere in corsa per cercare di vincere e non perdere la centralità acquisita dopo la vittoria in Ohio. Una scelta che insieme al gioco machiavellico del partito a discapito della volontà popolare non gioverà.
Il 22 marzo, tuttavia, nelle primarie in Arizona e Utah, due stati ultraconservatori, il terzo incomodo Kasich è fortemente penalizzato. In Arizona ultimo all'11%, seguito dal 46% di Trump e dal 28% di Cruz, mentre in Utah, dove trionfa col 69% l'ultraconservatore texano (qui sostenuto pure da Romney), Kasich si prende la soddisfazione di arrivare secondo al 17% contro 14% del magnate.
Il 5 aprile, il voto nel conservatore Wisconsin lancia la candidatura di Ted Cruz che adesso insidia davvero la nomination di Trump. Nonostante tutti i sondaggi lo diano vincitore, grazie al l'appoggio del governatore Tea Party ed ex candidato 2016 Scott Walker oltre a tutto l'apparato compatto, vince col 48% contro il 35% di Trump mentre Kasich è confinato ad un piccolo 14% nonostante si tratti di un elettorato di uno stato vicino all'Ohio ma tradizionalmente agricolo e conservatore. Intanto le convenzioni chiuse dei piccoli stati di Dakota del Nord, Colorado e Wyoming vedono Ted Cruz come unico vincitore: nel primo 14 delegati seguito dai 13 indipendenti, 1 per Trump e 0 per Kasich così come a Denver Cruz ottiene 30 delegati (34 grazie ad indipendenti pronti a sostenerlo) seguito da 3 indipendenti, mentre Trump e Kasich pari merito a 0 così come i risultati nel piccolo stato dell'ovest dove la pubblicazione dei risultato assegna 14 per Cruz, 2 indipendenti e bocche asciutte per il miliardario e il governatore.
Il 19 aprile nelle importanti primarie dello Stato di New York, Kasich riceve un sostegno decisivo: l'ex governatore di NY ed ex candidato 2016, George Pataki decide di appoggiarlo dopo aver sostenuto Marco Rubio. Il sostegno di Pataki è in piena coerenza con il profilo ideologico, moderato e centrista, incarnato da Kasich, ma viene duramente stigmatizzato dagli altri moderati come gli ex candidati Jeb Bush e Lindsey Graham visto come un favore a Trump in quanto l'unico a poterlo fermare è proprio l'ultraconservatore anti-apparato Cruz. Tuttavia, nonostante i sondaggi, parlino di una rincorsa tra Trump e Cruz col primo in vantaggio, l'appoggio di una personalità importante come Pataki, cambia lo scenario. Trump risorge con il 60%, ma il moderato Kasich ottiene un onorevole 2º posto col 25% seguito molto dietro dal 15% di Cruz. La vittoria rilancia l'ascesa inarrestabile del tycoon (conquista 90 delegati su 95 in palio) dopo le battute d'arresto negli Stati piccoli agricoli ed evangelici sperando nella nomination e scongiurando la convention aperta, ma soprattutto segna il declino di Cruz che nonostante fosse dato nei sondaggi ad un passo da Trump a New York, viene addirittura surclassato da Kasich (5 delegati) grazie a Pataki perdendo ogni slancio visto che non incassa nemmeno un delegato
Il 26 aprile, nel secondo MegaTuesday, si svolgono le elezioni in importanti stati del Mid East, Connecticut, Delaware, Maryland, Pennsylvania e Rhode Island. In questi Stati a maggioranza bianca industrializzata e moderata, Kasich viene sempre sconfitto dall'ormai inarrestabile Donald Trump, ma ottiene sempre (eccetto la Pennsylvania sul filo) un ottimo secondo posto in un elettorato per lui congeniale mettendo in ombra l'ultraconservatore Ted Cruz, che nonostante gli appoggi di moderati e apparati, non riesce ad imporsi su un elettorato non evangelico e agricolo dal conservatorismo radicale. Comincia così per il senatore texano la lenta fine. Kasich ottiene un consenso tra il 30% e il 20%, andando dal 29% conseguito in Connecticut (Trump trionfa col 58%) lasciando Cruz al 12%, al 24% nel piccolo Rhode Island (Trump 63%) contro il 10% di Cruz, al 23% nel Maryland (solito Trump al 54%) con un Cruz più vicino al 19%, così come nel Delaware al 20% (Trump anche qui al 61%) con un Cruz battuto, ma vicino, col 16%. Solo in Pennsylvania, stato più importante che gioca un ruolo più politico a livello nazionale, Kasich ottiene il terzo posto col 19%, superato al fotofinish da Cruz col 22%, con il ciclone Trump al 57%.
Dopo il successo schiacciante nel Mid East, fu chiaro che Donald Trump non avesse più avversari a poterlo fermare nemmeno per potergli impediate la nomination. Tuttavia Kasich decide di stringere un patto di non belligeranza col "nemico", ultraconservatore Tea Party della destra evangelica, Ted Cruz, in base al quale quest'ultimo lascerà campo libero a Kasich negli Stati moderati evitando di fare campagna elettorale per compattare l'elettorato (Virginia Occidentale, Oregon e Washington, New Jersey); mentre il governatore dell'Ohio avrebbe evitato di fare campagna negli Stati conservatori e agricoli (Indiana, Nebraska, Montana, Dakota del Sud) in modo da impedire, in extremis, a Trump di raggiungere la maggioranza dei delegati Kasich si ritira ufficialmente il giorno seguente, avendo accumulato un totale di appena 154 delegati.
La mossa si rivelerà un boomerang clamoroso per gli ultimi avversari rimasti del tycoon. Il 3 maggio, le primarie in Indiana, stato conservatore, dove i sondaggi danno avanti l'ultraconservatore Ted Cruz che ha investito tutto sulla campagna nello Stato (disertando maggiormente il voto precedente nei 5 Stati dell'East di pochi giorni prima) spinto da tutto l'apparato compatto, anche grazie all'accordo recente con Kasich, subisce una clamorosa sconfitta: il magnate ottiene ben il 53%, che polverizza il 37% del senatore texano, mentre segue a ruota Kasich con l'8% che aveva disertato di fare campagna nello stato vicino al suo Ohio per favorire Cruz. Trump conquista in un solo colpo 57 delegati e diventa quasi certo che, nonostante tutti gli sbarramenti, avrà comunque la maggioranza per ottenere la nomination.
Dopo poche ore, Cruz annuncia il ritiro mentre Kasich (vincitore nel solo Ohio contro gli 11 Stati conquistati dal texano) chiarisce di rimanere in gara ed essere l'unico in grado di difendere il "repubblicanesimo" dalla sua distruzione. Tuttavia, il giorno seguente, si arrende anche lui annunciando il suo definitivo ritiro. È l'ultimo repubblicano nel 2016 a ritirarsi dalle primarie più affollate della storia americane con 17 competitor. Ora Donald Trump è il candidato presunto 2016 dei Repubblicani a Presidente degli Stati Uniti d'America.
Nonostante, il ritiro, ottiene il terzo posto col 7% nella Virginia Occidentale e l'11% in Nebraska, stati molto conservatori, dove viene preceduto dal 9% e dal 18% dell'ultraconservatore Cruz, ritiratosi anche lui, mentre il miliardario populista Donald Trump trionfa con ciclopici 77% e 61% conquistando 32 e 36 delegati totali, che lo avvicinano alla maggioranza assoluta dei delegati.
È il quarto candidato in assoluto (seguito da Marco Rubio e Ted Cruz) a ritirarsi col maggior numero di Stati vinti (1, Ohio), delegati (155), mentre precede Rubio come terzo (ritiratosi però da mesi, il 15 marzo) per voti totali (3.802.163) e percentuale (14,1%). È l'ultimo candidato repubblicano 2016 a ritirarsi nella più numerosa primaria per entrambi gli schieramenti della storia americana con 17 candidati ed il secondo candidato ritirato in assoluto nel 2016 (dopo Bernie Sanders tra i Democratici), il secondo, dopo Ted Cruz, a ritirarsi dopo le primarie dell'Indiana. È undicesimo dopo Ted Cruz (Indiana), Marco Rubio (Florida-SuperTuesday 1º marzo), Ben Carson (SuperTuesday 1º marzo), Jeb Bush (Carolina del Sud), Jim Gilmore, Carly Fiorina, Chris Christie (New Hampshire), Rick Santorum, Rand Paul e Mike Huckabee (Iowa) a ritirarsi dopo un voto elettorale; sedicesimo in assoluto dopo George Pataki, Lindsey Graham, Bobby Jindal, Scott Walker e Rick Perry prima del voto. Ha ricevuto un unico endorsement da un ex candidato delle primarie: l'ex governatore di New York George Pataki, che all'inizio sostenne Rubio, prima delle primarie nel suo stato.

## Posizioni politiche
Ideologicamente, John Kasich è considerato un moderato, mantenendo idee conservatrici sui temi fiscali, ma un'inclinazione moderata su alcuni temi sociali. 

### Temi sociali
Kasich è considerato un moderato su alcune questioni sociali, avendole nei primi anni tuttavia affrontate con un approccio conservatore.
Nel suo mandato da Governatore dell'Ohio, Kasich ha approvato diversi disegni di legge volti a limitare il diritto di aborto per le donne, salvo in alcuni casi limite: nel dicembre 2016, Kasich ha approvato una legge che vieta l'aborto dopo le 20 settimane, con l'esclusione di gravidanze che mettono in pericolo la vita della madre. Kasich ha però rifiutato di approvare una legge che vietasse il diritto d'aborto dopo le 6 settimane.
Sul piano dei diritti LGBT, Kasich si é configurato come uno dei Repubblicani più moderati sulla questione, ritenendosi dapprima, al Congresso, conservatore, votando a favore del Defense Marriage Act e dichiarando di essere sostenitore della famiglia tradizionale e del matrimonio tra uomo e donna e successivamente dal 2016 in campagna elettorale assume toni più moderati, rispettando le sentenze federali che autorizzano il matrimonio egualitario.
Nel 2018, Kasich ha firmato un ordine che prevede la protezione dei dipendenti statali dell'Ohio dalle discriminazioni basate sull'identità di genere.

### Cambiamento climatico
Kasich ritiene che il cambiamento climatico sia un problema reale e che si debba contrastare, ma nel 2015 ha espresso la sua contrarietà al fatto che l'EPA regoli le emissioni di carbonio, ritenendo che dovrebbero essere gestite dalle aziende del settore e dai singoli organi locali.
Nel 2012 Kasich ha bloccato i Renowable Portfolio Standard (RPS) nell'Ohio, sbloccandoli poi dal 31 dicembre 2016 dopo un dissidio politico con i colleghi Repubblicani. Per lo sblocco degli RPS, Kasich è stato giudicato positivamente dagli ambientalisti.
Kasich si è inoltre mostrato favorevole alla costruzione dell'oleodotto Keystone XL.

### Appoggio a Joe Biden nel 2020
Nelle elezioni presidenziali del 2020, Kasich esprime il suo sostegno al candidato del Partito Democratico Joe Biden, ricevendo critiche da Donald Trump, che lo definisce un "perdente da repubblicano e anche da democratico". Kasich ritiene che Donald Trump abbia tradito i valori conservatori e quindi ritiene necessario esprimere il proprio voto al candidato dello schieramento opposto.
Poco dopo la dichiarazione di voto per Biden, molti esponenti dell'ala radicale dei Democratici, come la rappresentante Alexandria Ocasio-Cortez, hanno criticato Kasich per alcune posizioni incompatibili con il Partito Democratico.

## Vita privata
Dopo il divorzio dalla prima moglie nel 1980, Kasich conobbe e sposò la sua attuale moglie Karen Waldbillig, dalla quale ha avuto due gemelle.

## Curiosità
- È amico di Arnold Schwarzenegger, attore ed ex governatore della California, il quale l'ha sostenuto alle primarie del Partito Repubblicano del 2016.[8]